# Eucoptacra praemorsa
Eucoptacra praemorsa is een rechtvleugelig insect uit de familie veldsprinkhanen (Acrididae). De wetenschappelijke naam van deze soort is voor het eerst geldig gepubliceerd in 1861 door Stål.